# Hyundai AutoEver

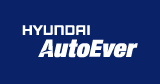
Logo

Hyundai AutoEver é uma companhia de vendas de carros online sul coreana, subsidiaria do grupo Hyundai.

## História
Foi estabelecida em 2000, em Seul.